# Лапландски резерват биосфере
Лапландски државни строги резерват биосфере(рус. Лапла́ндский госуда́рственный приро́дный биосфе́рный запове́дник) заштићено је природно подручје са статусом строгог резервата природе (IUCN категорија Ia) на крајњем северозападу европског дела Руске Федерације. Резерват се налази у централном делу Мурманске области, унутар арктичког поларног круга, на око 120 километара јужније од града Мурманска.
Основан је 17. јануара 1930. и једно је од најстаријих заштићених подручја тог типа на тлу Русије. Од 1985. налази се на Унесковој листи резервата биосфере. Обухвата подручје површине 278.435 хектара, од чега 8.574 хектара отпада на унутрашње воде. Резерват се налази у вегетацијској зони планинске тундре и северне тајге.

## Основне карактеристике
Лапландски резерват биосфере налази се у централном делу Мурманске области, и лежи уз западне обале језера Имандре и на планинама Мончетундре и Чунатундре. Територијом резервата пролази развође између сливова Белог и Баренцовог мора. Подручје карактерише углавном планински рељеф испресцан бројним језерским депресијама ледничког порекла, и густом речном мрежом.
У вегетацијском погледу на територији резервата издвајају се следећи ландшафти:
- шуме чине 55% (углавном северна тајга)
- тундра 30%
- мочварна подручја 8,4%
- камените голети чине око 6%
- реке, језера и потоци чине око 3%.

Подручје Лапландског резервата налази се у зону суполарне климе (по Кепеновој класификацији климата тип Dfc) коју карактеришу оштре, дуге и хладне зиме и прохладна лета.
Лапландски резерват је специфичан по својим нетакнутим девичанским шумама чија старост се процењује на 3 до 10 хиљада година. Појединачна табла у резервату су старости између 400 и 600 година, њихова висина достиже до 15 метара, пречних до 70 цм. На подручју резервата регистровано је постојање око 603 врсте васкуларних биљака (Tracheophyta), 370 врста маховина, 575 врста лишајева и 273 врсте печурака.
На подручју резервата обитава и 31 врста сисара, 198 врста птица и бројне врсте риба.

## Приступ
Како Лапландски резерват има статус строгог резервата биосфере приступ резервату омогућен је само уз специјалне дозволе, искључиво у научно-истраживачке сврхе. Свака комерцијална и привредна људска активност је строго забрањена.